# José Insa Martínez
José Insa Martínez (Cocentaina, 10 november 1924 – Cocentaina, 17 november 2010) was een Spaans componist en dirigent.

## Leven
Na zijn studies was Insa Martínez vooral componist voor banda's (harmonieorkesten). Hij heeft een aantal werken voor de Música festera en het Spaanse cultuurverschijnsel Moros y Cristianos geschreven. In zijn geboortestad Concentaina stichtte hij de Banda Sinfónica de La Sociedad Ateneu Musical de Cocentaina en was in het begin ook haar dirigent. In 1990 en 1991 behaalde hij op het provinciale certamen de bandas een tweede prijs.

## Composities

### Werken voor banda (harmonieorkest)
- 1965 Alberri, paso-doble
- 1966 América 66, marcha militar
- 1980 Himno de Fiestas - ”Visca la festa” - tekst: Gerardo Mur i Pérez
- 1985 Luís Sáez, paso-doble
- 1986 Ateneu musical contestà, paso-doble
- 1987 Paco Llopis, paso-doble
- 1991 Al-Azarch, marcha mora
- 2006 Poeta Valls, paso-doble
- Al Caid, marcha mora
- Al fillol, paso-doble
- Al paste, paso-doble
- Als amics, paso-doble
- Als contrabandistes, paso-doble
- Alcalde Carbonell, paso-doble
- Barceló de Sax. paso-doble
- Beduinos de Petrer, marcha mora
- Bohemios de Petrer, marcha mora
- Calle Mayor, paso-doble
- Cavall Bernat, paso-doble
- Contestania, marcha mora
- Cop Moroto, marcha mora
- Corpus-tobes, marcha cristiana
- Cristianos viejos, marcha cristiana
- El-Ma-Ir, marcha mora
- El sabater, marcha cristiana
- Erik, paso-doble
- Enrique Giner, paso-doble
- Enrique Gisbert "flautí", marcha mora
- Esther paso-doble
- Ida y vuelta, paso-doble
- Joan Pascual, paso-doble
- Jordiet el navarro, paso-doble
- José Antonio Navarro, paso-doble
- Juan Faubel, paso-doble
- Juanito bajoquero, paso-doble
- La Llana, paso-doble
- Manolo el lliberal, paso-doble
- Manolo pichòc, paso-doble
- Manolo Sanchis, paso-doble
- Mar-Bro, marcha mora
- Marimé, paso-doble
- Moros bequeteros, marcha mora
- Moros bohemios, marcha mora
- Musas, paso-doble
- Músics i cordoneros, paso-doble
- Nicolàs, futur almogàvar, marcha cristiana
- Paco Gisbert, paso-doble
- Paco Vizcaya, paso-doble
- Padre Manresa, paso-doble
- Parnesto, marcha cristiana
- Pascual Gisbert, paso-doble
- Pau i Guerra, paso-doble
- Pedralba, paso-doble
- Pep el mallorquí, paso-doble
- Pepito Gisbert, paso-doble
- Pere Zaragoza, paso-doble
- Peris pantorreta, paso-doble
- Pluma i cordó, marcha mora
- Rafael Bohigues, paso-doble
- Rafel almogàvar i cristià, marcha cristiana
- Reliquies de Sant Hipòlit, marcha processó
- Solatge capità, marcha cristiana
- Vicente "el santo", paso-doble
- Xato Manta Roja, marcha mora
- Yago, paso-doble
- Zudaire, paso-doble

- Biblioteca Nacional de España: XX1075054
- Bibliothèque nationale de France: cb12557796t (data)
- International Standard Name Identifier: 0000 0000 5960 0474
- Library of Congress Control Number: n94003248
- Nationale Bibliotheek van Israël: 987007281095805171
- Nederlandse Thesaurus van Auteursnamen: 133168832
- Système universitaire de documentation: 034871055
- Virtual International Authority File: 73967871
- WorldCat: E39PBJyxfcyKT7DwqC7jHkDwmd